# (9278) 1981 EM1
(9278) 1981 EM1 là một tiểu hành tinh vành đai chính. Nó được phát hiện bởi Henri Debehogne và Giovanni de Sanctis ở Đài thiên văn La Silla ở Chile, ngày 7 tháng 3 năm 1981.